# Trichobaptes
Trichobaptes é um gênero de traça pertencente à família Brachodidae.